# Universidade Rice
A William Marsh Rice University, comumente conhecida como Rice University, é uma renomada universidade particular de pesquisa em Houston, Texas. A universidade está situada em um campus de 121 hectares próximo ao Houston Museum District e fica ao lado do Texas Medical Center.
Aberta em 1912, após o assassinato de seu homônimo William Marsh Rice, Rice agora é uma universidade de pesquisa com foco em graduação. Sua ênfase na educação é demonstrada por um pequeno corpo discente e uma proporção de 6:1 aluno-corpo docente, e é reconhecida nacionalmente como uma universidade líder no ensino de graduação.
A universidade tem um nível muito alto de atividade de pesquisa, com US$ 140,2 milhões em financiamento de pesquisa patrocinado em 2016. A Universidade Rice é conhecida por seus programas científicos aplicados nas áreas de pesquisa cardíaca artificial, análise química estrutural, processamento de sinais, ciência espacial e nanotecnologia. Foi classificada em primeiro lugar no mundo em pesquisa em ciência de materiais pelo Times Higher Education (THE) em 2010, sendo também membro da Associação de Universidades Americanas.
A universidade está organizada em onze faculdades residenciais e oito escolas de estudo acadêmico, incluindo a Escola de Ciências Naturais Wiess, a Escola de Engenharia George R. Brown, a Escola de Ciências Sociais, Escola de Arquitetura, Escola de Música Shepherd e a Escola de Humanidades. Os estudantes da Rice estão sujeitos ao rigoroso Código de Honra, que é aplicado por um Conselho de Honra administrado por estudantes.
A universidade produziu inúmeros ex-alunos de destaque, incluindo mais de duas dúzias de bolsistas da Marshall e uma dúzia de bolsistas da Rhodes. Dadas as ligações estreitas da universidade com a NASA, ela produziu um número significativo de astronautas e cientistas espaciais. Nos negócios, os graduados em Rice se tornaram CEOs e fundadores de empresas da Fortune 500; na política, os ex-alunos conquistaram cargos como congressistas, secretários de gabinete, juízes e prefeitos. Dois ex-alunos ganharam o Prêmio Nobel, e muitos outros são pesquisadores líderes em ciência, tecnologia e engenharia.